# 國道154號

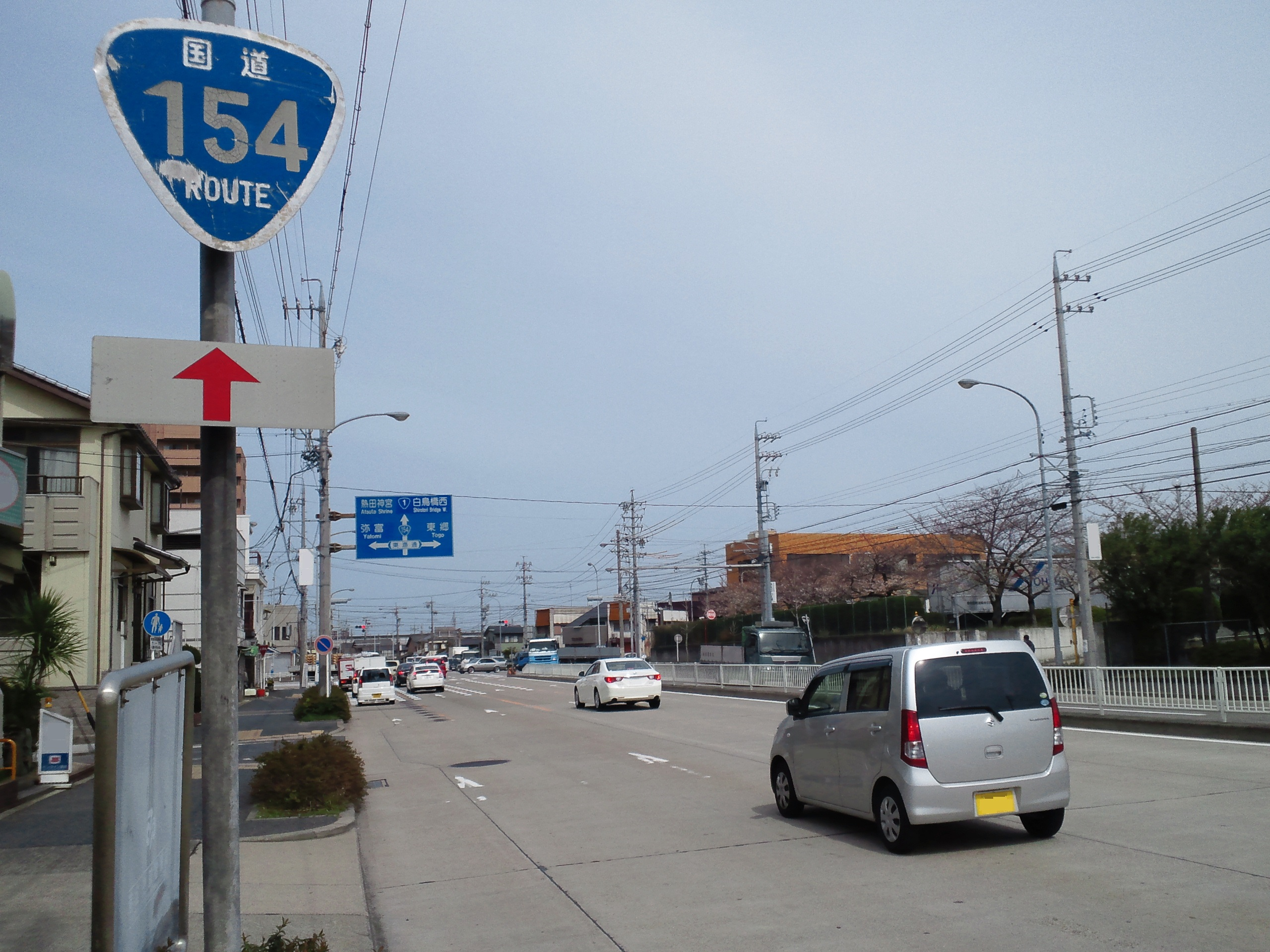
名古屋市港區千年交差點附近（2013年3月）

國道154號為日本自名古屋港至愛知縣名古屋市熱田區之一般國道。

## 概要
- 起點 : 名古屋港（名古屋市港區ガーデン埠頭交差點）
- 終點 : 名古屋市熱田區（白鳥橋西交差點＝國道1號交點）
- 重要經過地 : 無
- 路線長 : 4.0 km[1][注釋 1]
- 指定路段 : 無[2]

## 地理

### 通過行政區
- 愛知縣
名古屋市（港區 - 熱田區）

### 交匯道路
名古屋市港區
- 名古屋市道江川線：ガーデン埠頭交差點 - 築地口交差點共線（同路段通稱「江川線」）
- 名古屋市道金城埠頭線：築地口交差點 - 名港1丁目共線
- 國道23號：港陽IC
- 名古屋市道東海橋線：千年交差點

名古屋市熱田區
- 國道1號：白鳥橋西交差點

### 資料來源
1. ↑   (PDF). 道路統計年報2013. 國土交通省道路局: 8.   [2015-02-12]. （原始内容 (PDF)存档于2014-01-16）.
2. ↑  . 法令資訊提供系統. 總務省行政管理局.   [2012-10-16]. （原始内容存档于2008-02-07）.

## 關聯條目
- 中部地方道路列表

## 外部連結
- 名古屋市（页面存档备份，存于）
  - 港土木事務所 （页面存档备份，存于）：港區路段管理
  - 熱田土木事務所 （页面存档备份，存于）：熱田區路段管理